# Pic à front doré
Melanerpes aurifrons
Espèce
Répartition géographique
Statut de conservation UICN

 LC  : Préoccupation mineure
Le Pic à front doré (Melanerpes aurifrons) est une espèce d'oiseaux appartenant à la famille des Picidae.

## Systématique
Suivant les travaux de García-Trejo et al. (2009), 10 des 11 sous-espèces qui constituaient cette espèce sont séparées pour constituer la nouvelle espèce Melanerpes santacruzi. Le Pic à front doré est donc désormais un taxon monotypique (c'est-à-dire non divisé en sous-espèces).
Le Pic de Hoffmann (Melanerpes hoffmannii) était autrefois considéré par certains auteurs comme une sous-espèce de Melanerpes aurifrons (sensu lato).

## Répartition et sous-espèces
Selon la classification de référence du Congrès ornithologique international (15.1, 2025) il se répartit en douze sous-espèces (ordre phylogénique) :
- M. a. aurifrons (Wagler, 1829) — de l'Oklahoma au centre du Mexique ;
- M. a. polygrammus (Cabanis, 1862) — Oaxaca et Chiapas ;
- M. a. grateloupensis (Lesson, 1832) — est du Mexique ;
- M. a. veraecrucis Nelson, 1900 — du sud de Veracruz au nord du Guatemala ;
- M. a. dubius (Cabot, 1844) — péninsule du Yucatán, Bélize et nord-est du Guatemala ;
- M. a. leei (Ridgway, 1885) — Cozumel ;
- M. a. turneffensis (Russell, 1963) — Atoll Turneffe ;
- M. a. santacruzi (Bonaparte, 1838) — du sud du Chiapas au nord du Nicaragua ;
- M. a. hughlandi Dickerman, 1987 — centre du Guatemala ;
- M. a. pauper (Ridgway, 1888) — nord du Honduras ;
- M. a. insulanus (Bond, 1936) — Útila ;
- M. a. canescens (Salvin, 1889) — Roatán et Barbareta (es).